# Соломонов, Артур Петрович
Арту́р Петро́вич Соломо́нов (род. 10 апреля 1976, Хабаровск, РСФСР, СССР) — российский писатель, драматург, журналист, театральный критик.

## Биография
В 1993 году переехал в Москву. В 1998 году окончил театроведческий факультет ГИТИСа (курс Натальи Крымовой). После окончания института сотрудничал с изданиями «Газета», «Известия» (с января 2004 по декабрь 2006 года), возглавлял отдел культуры в журнале The New Times, работал на телеканале «Культура». Сотрудничал с журналами Forbes, Snob, немецкой Die Tageszeitung. Автор нескольких сотен колонок о театре и рецензий на спектакли, а также интервью с ведущими российскими и европейскими деятелями театра.
В 2010 году ушёл со всех работ и уехал в Индию, где начал писать свой первый роман «Театральная история». Сокращённая версия романа была опубликована в журнале Дружба народов.
Роман вышел в 2013 году в издательстве «Альпина нон-фикшн».
На разных московских площадках презентации романа провели актёры Максим Виторган, Алексей Девотченко, Павел Любимцев, Антон Кукушкин (театр «Практика»), молодые артисты МХТ.
Также был создан трейлер с участием Михаила Ефремова, Максима Виторгана, Александра Ширвиндта, Павла Любимцева, отзывами Виктора Шендеровича, Лии Ахеджаковой и Владимира Мирзоева.
Роман четыре раза переиздавался. В 2014 году был напечатан второй тираж романа, в 2016 — третий, а в 2019 — четвёртый. Предисловие ко второму и третьему изданиям написали Людмила Улицкая и Лия Ахеджакова.
Автор и роман привлекли внимание средств массовой информации. На сайте «Православие и мир» вышла статья иеромонаха Никанора Лепешева.
Рецензию на роман опубликовало немецкое издание Die Tageszeitung.
Летом 2015 года в Москве состоялась премьера спектакля по роману.
В 2016 году пьеса Артура Соломонова «Благодать» получила приз VIII биеннале современной драматургии в номинации «Пьеса на общественно-политическую тему». В марте 2019 года режиссёр Ильшат Мухутдинов осуществил постановку пьесы на сцене Буинского Государственного Драматического Театра. В ноябре 2021 года пьеса «Благодать» была опубликована в журнале «Лиterraтура».
В январе 2019 года Соломонов написал свою вторую пьесу — «Как мы хоронили Иосифа Виссарионовича». 5 марта 2019 года, в годовщину смерти Сталина, трагифарс был опубликован на сайте журнала «Сноб». О нём написала швейцарская Neue Zürcher Zeitung, а немецкое общенациональное радио Deutschlandfunk открыло сюжетом о пьесе выпуск новостей. Программа, посвящённая пьесе, вышла в прямом эфире радио «Эхо Москвы». Также Артур Соломонов был приглашён в качестве гостя на прямой эфир радио «Свобода».

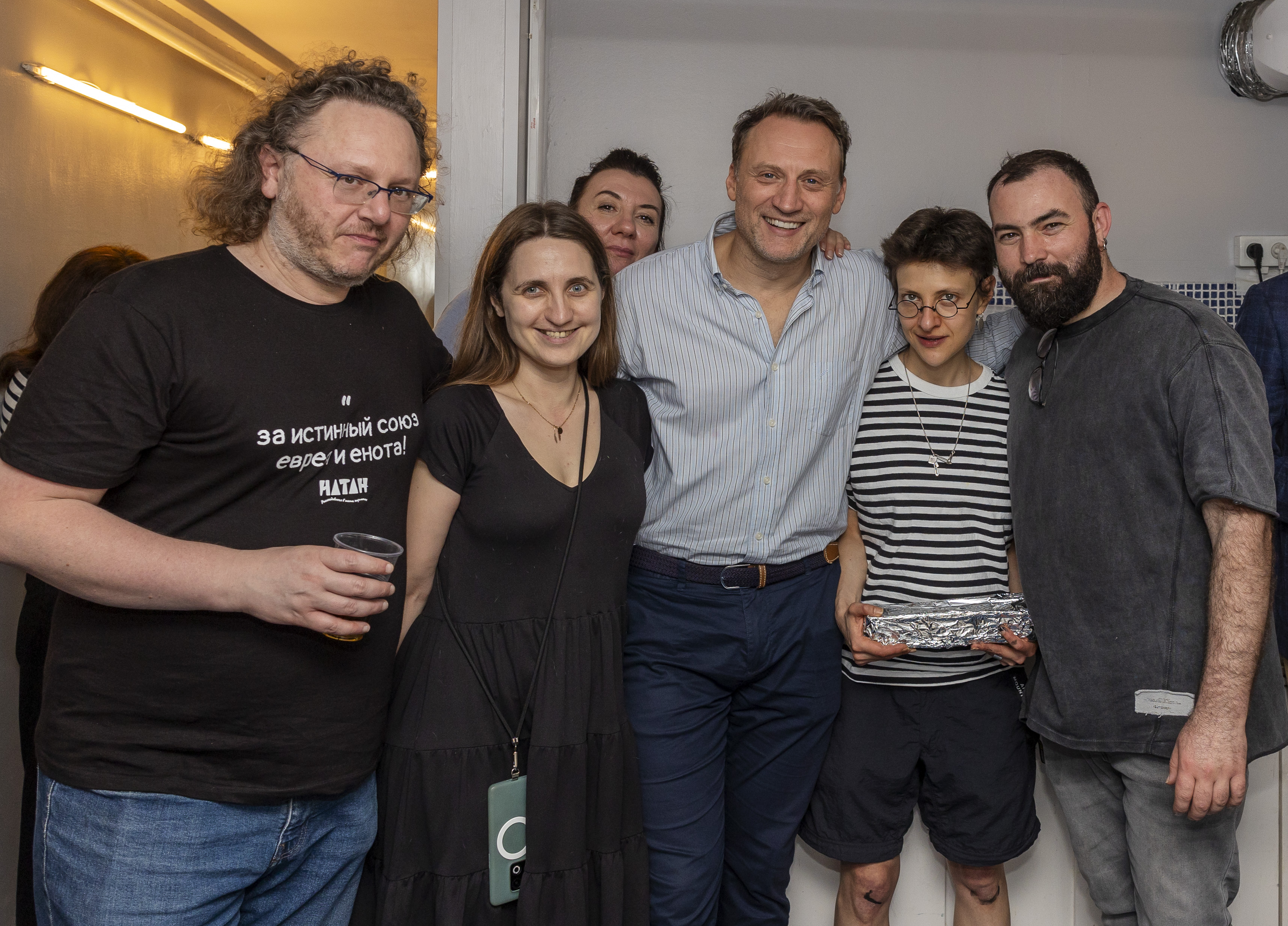
Писатель, драматург Артур Соломонов, актёр Анатолий Белый, режиссёр Татьяна Марек и другие после премьеры спектакля «Натан». Сюзан Даляль. Израиль. 2024

Первая сценическая читка состоялась 4 июля 2019 года в Театре.doc. с участием Максима Суханова и Юлии Ауг. Онлайн трансляцию читки организовал сайт МБХ-медиа. Спектакль «Театральная история» и сценическая читка пьесы «Как мы хоронили Иосифа Виссарионовича» были включены в программу Международного театрального фестиваля «Камерата» и Международного театрального фестиваля «Европейская весна».
В сентябре 2020 года пьеса «Как мы хоронили Иосифа Виссарионовича» была полностью опубликована в польском журнале Dialog. Также отрывки из английского перевода пьесы были опубликованы в международном литературном журнале Asymptote.
В феврале 2021 года в Челябинском государственном драматическом камерном театре состоялся премьерный показ спектакля «Как мы хоронили Иосифа Виссарионовича» (режиссёр Виктория Мещанинова). Премьера ознакоменовалась протестами местной коммунистической организации. Постановка в Челябинске привлекла значительное внимание местных и федеральных СМИ.
В январе 2022 года трагифарс «Как мы хоронили Иосифа Виссарионовича» был опубликован на английском, немецком и русском языках в Австрийскои издательстве «Danzig & unfried», в серии «Greyhound Edition». Информация о готовящемся издании вышла в журнале «Театр».
О премьере пьесы «Как мы хоронили Иосифа Виссарионовича» сообщили западные средства массовой информации: немецкая газета Die Tageszeitung, австрийская Wiener Zeitung, шведская Expressen и польская Gazeta Wyborcza.
20 июня 2025 года был внесён Министерством юстиции России в реестр «иностранных агентов».